# Anżalika Ahurbasz-Jalinska
Anżalika Anatoljeuna Ahurbasz-Jalinska (biał. Анжаліка Анатольеўна Агурбаш-Ялінская, ros. Анжелика Анатольевна Агурбаш-Ялинская, Anżelika Anatoljewna Agurbasz-Jalinska; ur. 17 maja 1970 w Mińsku) – białoruska piosenkarka, aktorka i modelka. Zasłużona Artystka Republiki Białorusi. Po wyrażeniu poparcia dla opozycji w 2020 roku została poddana prześladowaniom ze strony białoruskich władz.
Reprezentantka Białorusi w 50. Konkursie Piosenki Eurowizji (2005).

## Młodość
Urodziła się 17 maja 1970 w Mińsku, wówczas leżącego na terenie ówczesnej Białoruskiej SRR. Jest córką urzędników, Anatola Wasiljewicza i Walanciny Michajłaunej Jalinskich. W dzieciństwie zajmowała się muzyką, tańcem, śpiewem. Uczęszczała do studium teatralnego.
W wieku 16 lat zagrała główną rolę w filmie Ekzamien dla direktora (pol. Egzamin dla dyrektora). Ukończyła Miński Państwowy Instytut Teatralno-Artystyczny.

## Kariera muzyczna
W 1988 wygrała pierwszy na Białorusi konkurs piękności Minskaja Pryhażunia (pol. Mińska Ślicznotka). Po konkursie zagrała w komedii Nie ponimaju (pol. Nie rozumiem) razem z Ankudinowem, Ałtowem i Zadornowem. W 1990 wygrała tytuł Miss Foto ZSSR. W latach 1990–1995 śpiewała w zespole „Wierasy”. Po odejściu z grupy zajęła się karierą solową. Następnie organizowała klub artystyczny z centrum produkcyjnym, otworzyła republikańską szkołę urody i zaczęła prowadzić program telewizyjny Zawtrak z Likoj (pol. Śniadanie z Liką).
Do 2001 występowała jako Lika Jalinska. W 2002 wyszła za rosyjskiego przedsiębiorcę Nikołaja Agurbasza, który został jej producentem. Niedługo później zajęła się działalnością w show-biznesie w Moskwie, już pod nazwiskiem Ahurbasz.

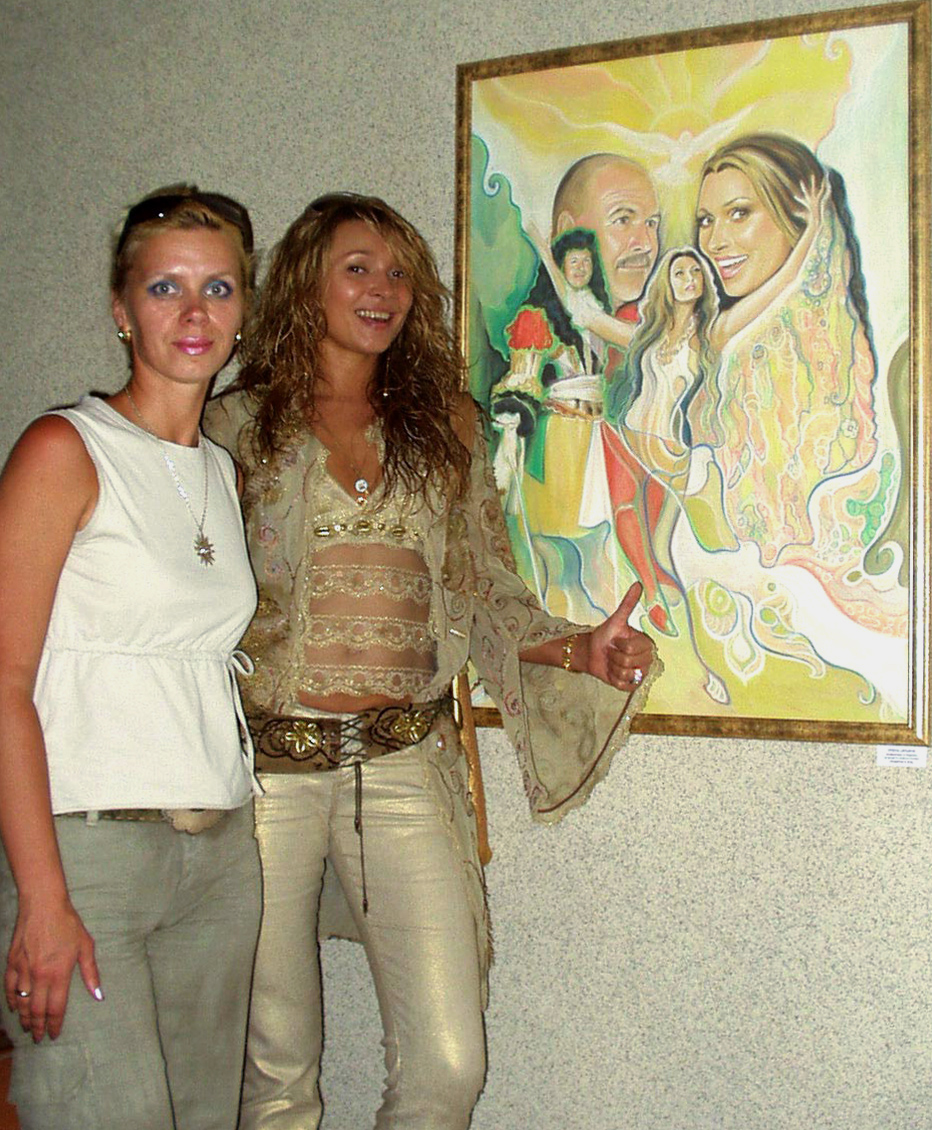
Anżalika Ahurbasz z Jelena Iljina w 2005 roku

Pod koniec 2004 wzięła udział w białoruskich eliminacjach eurowizyjnych, do których zgłosiła się z utworem „Boys and Girls”. 25 grudnia wystąpiła w pierwszym etapie selekcji i awansowała do ostatecznej rundy organizowanej tydzień później, którą wygrała, dzięki czemu została wybrana na reprezentantkę Białorusi w 50. Konkursie Piosenki Eurowizji organizowanym w Kijowie. W marcu piosenkarka poinformowała, że podczas widowiska zaprezentuje inny utwór. Nagrała wówczas dwie nowe piosenki: „Show Me Your Love Honey” izraelskiego kompozytora Svicy’ego Picki i „Love Me Tonight” greckiego duetu Nikos Terzis i Nektarios Tyrakis. Decyzją komisji powołanej przez telewizję, konkursową propozycją piosenkarki został utwór „Love Me Tonight”. Przed udziałem w konkursie Ahurbasz wyruszyła w trasę promocyjną po Europie, w ramach której wystąpiła w ponad dwudziestu krajach. 18 maja wystąpiła w półfinale Konkursu Piosenki Eurowizji w kreacji moskiewskiego projektanta Walentina Judaszkina i w stylizacji rosyjskich stylistów: Siergieja Zwieriewa i Ołeksandra Szewczuka. Podczas występu towarzyszyła jej grupa baletowa Retsital w choreografii autorstwa Siarhieja Mandryka. Piosenkarka zajęła trzynaste miejsce w rundzie półfinałowej, przez co nie zakwalifikowała się do finału. Wyniki wywołały poruszenie w kraju, a swoje niezadowolenie wyraził m.in. przywódca Białorusi Alaksandr Łukaszenka, który uważał, że artystka przegrała niezasłużenie. Aby zrekompensować jej porażkę, przyznał Ahurbasz tytuł „Zasłużonej Artystki Republiki Białorusi".
W 2006 wydała singiel „Ja budu żyt′ dla tiebia”, dzięki któremu zdobyła popularność w Federacji Rosyjskiej.

## Krytyka Łukaszenki i prześladowania polityczne
3 sierpnia 2020 roku, w czasie kampanii poprzedzającej wybory prezydenckie na Białorusi, Anżalika Ahurbasz publicznie poparła opozycyjną kandydatkę Swiatłanę Cichanouską. We wrześniu tego samego roku, w czasie trwających w kraju protestów przeciwko fałszerstwom wyborczym, potępiła przemoc stosowaną przez resorty siłowe wobec uczestników protestów. Ogłosiła, że Alaksandr Łukaszenka powinien pogodzić się z przegraną w wyborach, przeprosić naród i odejść. Brała udział w demonstracjach przed ambasadą Białorusi w Moskwie, gdzie na krótko została zatrzymana przez rosyjską policję. W maju 2021 roku Prokuratura Generalna Białorusi wszczęła sprawę karną przeciwko Ahurbasz pod zarzutem wzniecania wrogości i obrazy Prezydenta Białorusi. Pierwszy z czynów zagrożony jest karą do 12 lat więzienia, drugi – do 3. Ponieważ Ahurbasz mieszka w Rosji, w czerwcu 2021 roku władze Białorusi wystąpiły o jej ekstradycję z zamiarem aresztowania. Ahurbasz stała się także obiektem nagonki ze strony białoruskich mediów państwowych. 14 lutego 2021 roku w telewizji STB została nazwana zdrajczynią i całkowitym beztalenciem, a jej zdjęcie pokazano na tle stryczka szubienicy przy akompaniamencie piosenki Ukarz ich, Boże.

## Życie prywatne
Była trzykrotnie zamężna. Jej pierwszym mężem był rosyjski reżyser Igor Leniow, drugim – białoruski kulturysta Waleryj Biziuk, trzecim – rosyjski biznesmen Nikołaj Agurbasz. Z ostatnim z nich rozwiodła się w 2012. Ma troje dzieci: córkę Darię (ur. 14 marca 1988) z pierwszego małżeństwa, syna Nikitę (ur. 1996) z drugiego małżeństwa i syna Anastasa (ur. 19 sierpnia 2004) z trzeciego małżeństwa.

## Dyskografia

### Albumy studyjne
- 1995: Bumażnaja łuna[23];
- 1997: Nocz biez zna[24];
- 1999: Dla tiebia[25];
- 2001: Proszczalnyj pocełuj[26];
- 2002: Łuczszyje piesni[27];
- 2005: Prawiła lubwi[4];
- 2005: Biełarusaczka[28];
- 2009: Ja budu żyt′ dla tiebia![29];
- 2009: Ty stała drugoĭ[30];
- 2009: Lubow! Lubow? Lubow…[31];
- 2012: Ty nie znał mienia takoj[4].

### Kompilacje
- 2010: Grand Collection[32].

### Single
| Rok                                                      | Tytuł                                            | Pozycja na liście przebojów | Pozycja na liście przebojów |
| Rok                                                      | Tytuł                                            | WNP                         | WNP                         |
| Rok                                                      | Tytuł                                            | Radio                       | Radio & YouTube             |
| -------------------------------------------------------- | ------------------------------------------------ | --------------------------- | --------------------------- |
| 2003                                                     | „Ja nie otpuszczu tiebia”                        | 114                         | –                           |
| 2003                                                     | „Ja garantiruju raj”                             | 145                         | –                           |
| 2003                                                     | „Jewfrosinja”                                    | –                           | –                           |
| 2004                                                     | „Ja zamierzaju”                                  | 144                         | –                           |
| 2004                                                     | „Razoczarowanije”                                | 151                         | –                           |
| 2004                                                     | „Ja choczu tiebia zabytʹ”                        | 162                         | –                           |
| 2004                                                     | „Nowogodniaja”                                   | –                           | –                           |
| 2005                                                     | „Prawiła lubwi”                                  | 228                         | –                           |
| 2005                                                     | „Love Me Tonight”                                | –                           | –                           |
| 2005                                                     | „Zdrawstwuj, Nowyj God”                          | 106                         | –                           |
| 2005                                                     | „Ja, walentinka”                                 | –                           | –                           |
| 2006                                                     | „Moja manija”                                    | 49                          | 112                         |
| 2006                                                     | „Budʹ mużczinoj”                                 | 179                         | –                           |
| 2006                                                     | „Biełaja Rusʹ”                                   | –                           | –                           |
| 2006                                                     | „Ja budu żyt′ dla tiebia”                        | 164                         | –                           |
| 2007                                                     | „Dima”                                           | 45                          | –                           |
| 2008                                                     | „Nielubimaja”                                    | 36                          | –                           |
| 2008                                                     | „Roza na sniegu”                                 | 150                         | –                           |
| 2009                                                     | „Miłyj O.O”                                      | 214                         | –                           |
| 2009                                                     | „Dwie tieni” (oraz Boris Moisiejew)              | 139                         | –                           |
| 2009                                                     | „Better Part of Me”                              | –                           | –                           |
| 2010                                                     | „Myxa”                                           | 301                         | –                           |
| 2010                                                     | „Ukraina”                                        | –                           | –                           |
| 2010                                                     | „Ja stanu silnoj biez tiebia”                    | –                           | –                           |
| 2011                                                     | „Roza na sniegu” (Radio Edit)                    | 307                         | –                           |
| 2011                                                     | „Ja wozʹmu karandaszy” (oraz Anastasom Ahurbasz) | –                           | –                           |
| 2011                                                     | „Tuman”                                          | –                           | –                           |
| 2012                                                     | „Do zwiezdy”                                     | 172                         | –                           |
| 2012                                                     | „Ty wsiegda i nawsiegda”                         | –                           | –                           |
| 2012                                                     | „Wriemieni rieka”                                | –                           | –                           |
| 2012                                                     | „Biełyj snieg” (oraz Uku Suviste)                | 286                         | –                           |
| 2013                                                     | „Stone Cold Wicked”                              | –                           | –                           |
| 2013                                                     | „Robots”                                         | –                           | –                           |
| 2014                                                     | „Czernaja wual”                                  | –                           | –                           |
| 2015                                                     | „Ja nie wiżu sołnce za noczju”                   | –                           | –                           |
| 2015                                                     | „Płakała, no wieriła”                            | –                           | –                           |
| 2015                                                     | „Ubiej mienia”                                   | –                           | –                           |
| 2016                                                     | „Było i proszło” (oraz Arame)                    | 193                         | 442                         |
| 2017                                                     | „Zanowo rożdiena”                                | 232                         | 624                         |
| 2017                                                     | „Czetwierg w twojej postieli”                    | –                           | –                           |
| 2017                                                     | „Łuczsze tiebia niet”                            | –                           | –                           |
| 2019                                                     | „Mnie lubwi twojej mało”                         | –                           | –                           |
| „–” oznacza, że singel nie był notowany na danej liście. |                                                  |                             |                             |

### Teledyski
Wystąpiła w teledyskach do utworów: „Bumażnaja łuna”, „Ostańsia”, „Osiennij marafon”, „Żurawlik”, „Mir griez”, „Ja budu zwat′ tiebia”, „Ja nie otpuszczu tiebia, „Nowogodniaja (reż. Uładzimir Jankouski; 2004), „Ja Walentinka”, „Love Me Tonight”, „Prawiła lubwi”, „Moja manija”, „Nielubimaja”, „Dwie tieni”, „Rieka”. W 2014 roku został nagrany w Los Angeles teledysk do jej piosenki „Czernaja wual”, w którym gościnnie wystąpił aktor Eric Roberts.

## Nagrody i odznaczenia
- Honorowy Tytuł „Zasłużona Artystka Republiki Białorusi”(inne języki) (2006);
- laureatka konkursów na festiwalach Słowiański Bazar (Witebsk, Białoruś); Złoty Szlagier (Mohylew, Białoruś); Na Skrzyżowaniach Europy;
- zwyciężczyni konkursów Minskaja Pryhażunia (1988); Miss Foto SSSR (1991); Missis Rossija(inne języki) (2002);
- nagroda Złoty Gramofon (Federacja Rosyjska, 2007);
- Order Świętej Równej Apostołom Wielkiej Księżnej Olgi (Rosyjski Kościół Prawosławny, 2008)[4].